# 怪奇物語 (第五季)
美國的科幻恐怖電視劇《怪奇物語》第五季兼最終季的標題取作《怪奇物語5》（英語：Stranger Things 5），將於串流媒體服務平台Netflix首播。本季繼續由杜夫兄弟創作，並由薛恩·李維、丹·科恩和伊安·帕特森執行製作。
主要演員除薇諾娜·瑞德、大衛·哈伯、芬恩·伍法德、米莉·芭比·布朗、伽塔·马塔拉佐、迦勒·麥羅林、諾亞·施納普、莎蒂·辛克、娜塔莉亞·戴爾、查理·希頓、喬·奇瑞、戴克·蒙哥馬利、瑪雅·霍克、艾米貝絲·麥克納蒂、普莉亞·弗格森、布瑞特·吉爾曼和卡拉·布歐諾等原班人馬回歸。也將飾演一個尚未公開的角色。

## 演員和角色

### 主要演員
- 薇諾娜·瑞德 飾演 喬絲·拜爾斯

- 大衛·哈伯 飾演 吉姆·哈普

- 米莉·芭比·布朗 飾演 11號／珍·哈普（英语：Eleven (Stranger Things)）

- 芬恩·伍法德 飾演 麥克·威勒

- 伽塔·马塔拉佐 飾演 達斯汀·亨德森

- 迦勒·麥羅林 飾演 路卡斯·辛克萊

- 諾亞·施納普 飾演 威爾·拜爾斯

- 莎蒂·辛克 飾演 麥克絲·梅費德

- 娜塔莉亞·戴爾 飾演 南西·威勒

- 查理·希頓 飾演 強納森·拜爾斯

- 艾德華度·法蘭科 飾演 阿蓋

- 喬·奇瑞 飾演 史帝夫·哈靈頓

- 瑪雅·霍克 飾演 蘿蘋·巴克利

- 布瑞特·吉爾曼 飾演 莫瑞·鮑曼

- 普莉亞·弗格森（英语：Priah Ferguson） 飾演 艾瑞卡·辛克萊

### 群演角色
- 傑米·坎貝爾·鮑爾 飾演 威可那／亨利·克里爾／1號（英语：Vecna (Stranger Things)）

- 卡拉·布歐諾（英语：Cara Buono） 飾演 凱倫·威勒

- 琳達·漢彌頓

- 艾米貝絲·麥克納蒂 飾演 薇琪

### 已確認演出
- 喬·克雷斯特（英语：Joe Chrest） 飾演 泰德·威勒[1]

- 奈爾·費雪 飾演  荷莉·威勒[2]

- 傑克·康納利

- 亞歷克斯·布瑞克斯

- 薛曼·奧古斯圖（英语：Sherman Augustus） 飾演 傑克·蘇利文中校[3]

## 集數
|        |   |                     |          |                 |                |  |  |  |  |  |  |  |
| 35     | 1 | 第1章：匍匐潛行     | 杜夫兄弟 | 杜夫兄弟        | 2025年11月26日 |  |  |  |  |  |  |  |
| 36     | 2 | 待定                | 杜夫兄弟 | 杜夫兄弟        | 2025年11月26日 |  |  |  |  |  |  |  |
| 37     | 3 | 第3章：特波陷阱     | [ 8 ]    | 凱特琳·史奈德漢 | 2025年11月26日 |  |  |  |  |  |  |  |
| 38     | 4 | 第4章：巫師         | 待定     | 保羅·迪克特     | 2025年11月26日 |  |  |  |  |  |  |  |
|        |   |                     |          |                 |                |  |  |  |  |  |  |  |
| 39     | 5 | 第5章：電擊喚魔     | [ 9 ]    | 柯提斯·格溫     | 2025年12月25日 |  |  |  |  |  |  |  |
| 40     | 6 | 第6章：逃離卡瑪佐茲 | 待定     | 凱特·翠弗利     | 2025年12月25日 |  |  |  |  |  |  |  |
| 41     | 7 | 第7章：橋樑         | 待定     | 杜夫兄弟        | 2025年12月25日 |  |  |  |  |  |  |  |
| 完結篇 |   |                     |          |                 |                |  |  |  |  |  |  |  |
| 42     | 8 | 第8章：正常世界     | 杜夫兄弟 | 杜夫兄弟        | 2025年12月31日 |  |  |  |  |  |  |  |

1. ↑  第二集的完整標題尚未與其他集數一同公布，僅列出以「失蹤」（The Vanishing of…）結尾的部分[4]。

## 製作

### 開發
杜夫兄弟於2022年2月17日發佈一封關於《怪奇物語》龐大內容的郵件，其中揭露第四季的兩個部分上線的時程和其他內容，他們打算為Netflix製作一部以本劇為基礎的衍生作品和續訂第五季兼最終季。兩人最初表示本劇預計最長播映四季，但製片人後來在2017年開玩笑表示將播出五季。
與前四季相同，第五季兼最終季的計畫在上一季上線前就已開始。但也受嚴重特殊傳染性肺炎疫情的影響。杜夫兄弟在第四季開機前便已預定第五季的劇情走向，與他們平時開發的節奏不同。之後他們根據第四季首播後接收的回饋重新審視本季的大綱，並重新擬定第五季的架構和故事，甚至改寫本劇原有的結局。2023年9月，共同製作人薛恩·李維已確認至少會執導其中一集。是本劇的忠實粉絲，在退休後將執導本季其中兩集。

### 劇本創作
第五季的劇本創作始於2022年8月2日，即上一季完結約一個月後。官方於同年11月6日的「怪奇物語日」（Stranger Things Day）宣佈本季首播集的標題為第1章：爬，由杜夫兄弟親自編劇。本季將出現最初計劃於第二季登場但未實現的概念，兩人正於2022年的WGFestival指出這點。由於COVID-19對娛樂業造成重大影響，杜夫兄弟在拍攝、剪輯和播映第四季前就空出時間擬定第五季的方向，但第四季播映後，兩人收到來自粉絲和合作團體的部分反饋，使他們重寫本季的部分內容，即故事的大结局，並將其推薦至Netflix，儘管他們表示最初計劃大多仍維持不變。編劇組形容這一季的基調就如「第一季和第四季生了個嬰兒」、「被注射類固醇」等。2023年5月6日，杜夫兄弟宣布，由於編劇協會發起罷工運動，劇本創作便暫時擱置。同年9月27日，即罷工結束之日，《怪奇物語》編劇的帳戶發佈一張寫著「我們回來了」的圖片，意味本季的劇本創作回歸正軌。Netflix也於同日透露因演員漸老，他們正優先考慮本季的劇本。10月14日，官方透露第五季的劇本已完成一半。

### 選角
第五季的主要演員為薇諾娜·瑞德、大衛·哈伯、芬恩·伍法德、米莉·芭比·布朗、伽塔·马塔拉佐、迦勒·麥羅林、諾亞·施納普、莎蒂·辛克、娜塔莉亞·戴爾、查理·希頓、喬·奇瑞、瑪雅·霍克、普莉亞·弗格森、布瑞特·吉爾曼、卡拉·布歐諾和傑米·坎貝爾·鮑爾等原班人馬回歸。2023年6月，在 Netflix的Tudum活動時宣布將加入演員陣容。漢彌頓透過Zoom聯絡杜夫兄弟，兄弟倆告訴她有關該角色的「形象」，但不含背景故事。拍攝作業於2024年1月開機後，劇組發布的一張片場照片亦證實艾米貝絲·麥克納蒂會回歸飾演薇琪，晉升為常設角色。同年7月也公佈奈爾·費雪、傑克·康納利和亞歷克斯·布瑞克斯將加入演員陣容。

### 拍攝
歷經編劇協會發起罷工運動和SAG-AFTRA的罷工運動後，第五季於2024年1月8日開機。因此杜夫兄弟和於2015年中加入演員陣容的瑞德簽訂初步協議，讓她暫時退出本劇，在自2000年起正籌備的《阴间大法师》潛在續作中飾演迪亞·迪茲，本季開機前，瑞德已在好萊塢相關爭議爆發期間出演，因而無需再特別獲得批准。同年3月，布朗表示她還有九個月的時間拍攝，至今已讀完六集的劇本。瑪雅·霍克於6月27日在Podcast表示本季「起碼由八部電影」組成，代表每集都相當地長。羅斯·杜夫於7月3日透露拍攝作業已完成一半。

## 發行
本季預計拆分為三個部分，第一輯於2025年11月26日上線，第二輯於12月25日上線，完結篇則於12月31日上線。